# 愛媛県土地開発公社
愛媛県土地開発公社（えひめけんとちかいはつこうしゃ）は、愛媛県にある土地開発公社である。

## 事業所
- 本社･松山用地事務所 - 愛媛県松山市本町7丁目2番地　愛媛県本町ビル
- 今治用地事務所 - 愛媛県今治市南大門町1丁目3番地1　NTT今治ビル

## 沿革
- 1973年6月1日 - 「愛媛県土地開発公社」設立。

## 主な業務受託実績
- 西海有料道路用地取得
- 東予有料道路用地取得
- 西瀬戸自動車道用地取得
- 宇和島道路用地取得
- 名坂道路用地取得
- 今治小松自動車道用地取得
- 松山外環状道路用地取得
- JR松山駅付近連続立体交差事業用地取得
- 総合運動公園改修事業用地取得